# Киселёв, Степан Васильевич
Степан Васильевич Киселёв (1918—1995) — полковник Советской Армии, участник Великой Отечественной войны, Герой Советского Союза (1944).

## Биография
Степан Киселёв родился 4 августа 1918 года в селе Катунское (ныне — Смоленский район Алтайского края). После окончания шести классов школы он работал в колхозе. В 1938 году Киселёв был призван на службу в Рабоче-крестьянскую Красную Армию. В 1940 году он окончил школу младших командиров. С начала Великой Отечественной войны — на её фронтах. В сентябре 1941 года на Северо-Западном фронте был ранен. В 1942 году ускоренным курсом Киселёв окончил курсы младших лейтенантов. В 1943 году Киселёв был тяжело ранен осколком в челюсть. К октябрю 1943 года лейтенант Степан Киселёв командовал ротой 544-го стрелкового полка 152-й стрелковой дивизии 46-й армии Юго-Западного фронта. Отличился во время битвы за Днепр.
В ночь с 18 на 19 октября 1943 года рота Киселёва переправилась через Днепр в районе села Диёвка (ныне — в черте Днепропетровска) и захватила плацдарм на его западном берегу. За день 19 октября она отразила три немецких контратаки. Когда подошли основные силы, Диёвка была освобождена. 20 октября рота Киселёва принимала активное участие в освобождении населённых пунктов Кайдаки и Краснополье (ныне — оба в черте Днепропетровска). Всего же за период с 19 по 24 октября 1943 года рота Киселёва уничтожила около 10 огневых точек и несколько десятков солдат и офицеров противника.
Указом Президиума Верховного Совета СССР от 19 марта 1944 года за «мужество, отвагу и героизм, проявленные в борьбе с немецкими захватчиками» лейтенант Степан Киселёв был удостоен высокого звания Героя Советского Союза с вручением ордена Ленина и медали «Золотая Звезда» за номером 5388.
После окончания войны Киселёв продолжил службу в Советской Армии. В 1949 году он окончил Высшую офицерскую интендантскую школу. В 1961 году в звании полковника Киселёв был уволен в запас. Проживал в городе Долгопрудном Московской области, работал заместителем начальника госпиталя, затем на предприятиях.
Скончался 16 июня 1995 года, похоронен на Шереметьевском кладбище Долгопрудного.
Был также награждён орденом Красного Знамени, двумя орденами Отечественной войны 1-й степени, двумя орденами Красной Звезды, рядом медалей.